# 多桿畫眉草
多桿畫眉草（学名：Eragrostis multicaulis）为禾本科畫眉草屬下的一个种。

## 扩展阅读
- 維基物種上的相關：多桿畫眉草